# Epthianura aurifrons
El eptianuro naranja (Epthianura aurifrons) es una especie de ave paseriforme de la familia Meliphagidae endémica de Australia. Anteriormente se clasificaba en la familia Ephthianuridae.